# Offerings: A Worship Album
Offerings: A Worship Album é um álbum de adoração da banda Third Day, lançado a 11 de Julho de 2000. 
O disco inclui canções novas, bem como faixas gravadas ao vivo já editadas. O disco atingiu o nº 66 da Billboard 200 e o nº 2 do Top Contemporary Christian.

## Faixas
1. "King Of Glory" - 6:21
2. "These Thousand Hills" - 3:08
3. "Your Love Oh Lord" (Ao vivo) - 4:27
4. "Agnus Dei/Worthy" (Ao vivo) - 6:24
5. "Saved" - 3:46
6. "My Hope Is You" (Ao vivo) - 4:52
7. "You're Everywhere" - 4:13
8. "Thief" (Ao vivo) - 4:52
9. "Consuming Fire" (Ao vivo) - 4:37
10. "All The Heavens" - 4:03
11. "Love Song" (Ao vivo) - 9:49
  - Faixa escondida "Don't Let Me Go" em 6:32

## Créditos
- Mac Powell - Guitarra acústica, vocal
- Tai Anderson - Baixo, vocal
- David Carr - Bateria, vocal
- Mark Lee - Guitarra, vocal
- Brad Avery - Guitarra, vocals